# Танковый музей (Парола)
Та́нковый музе́й (фин. Panssarimuseo) Паролы — военно-исторический музей в Финляндии. Здесь собраны, подвергаются изучению и экспозиции технические образцы танковых и противотанковых частей финских сил обороны.
Музей открылся 18 июня 1961 года, тогда на прилегающих к музею склонах размещалось 19 танков и 12 противотанковых пушек. Территория музея неоднократно подвергалась расширению в 1967, 1969, 1975, 1981 и 1984 годах, так же, как и число экспонатов. В 1986 году был построен железнодорожный путь с бронепоездом. Действующая техника музея участвовала в различных парадах, представлениях и киносъёмках. Музей открыт с 10.00 до 18.00 с мая по сентябрь, с 10.00 до 15.00 с октября по март.

## Лёгкие танки

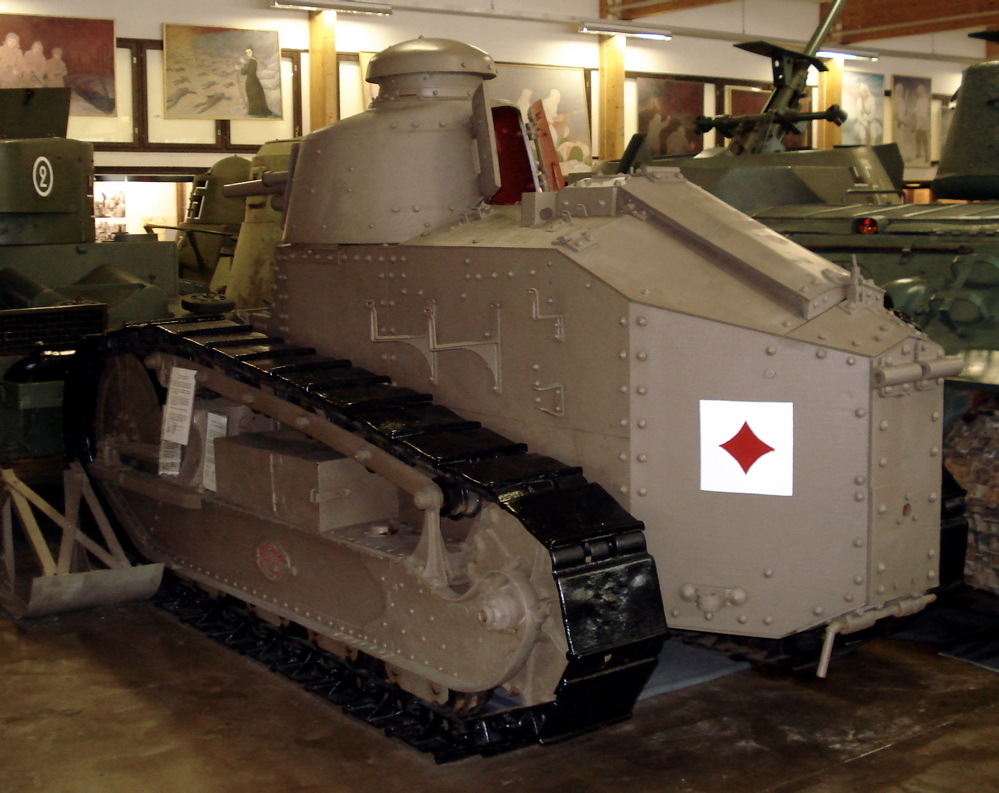
Рено FT-17 1917 года
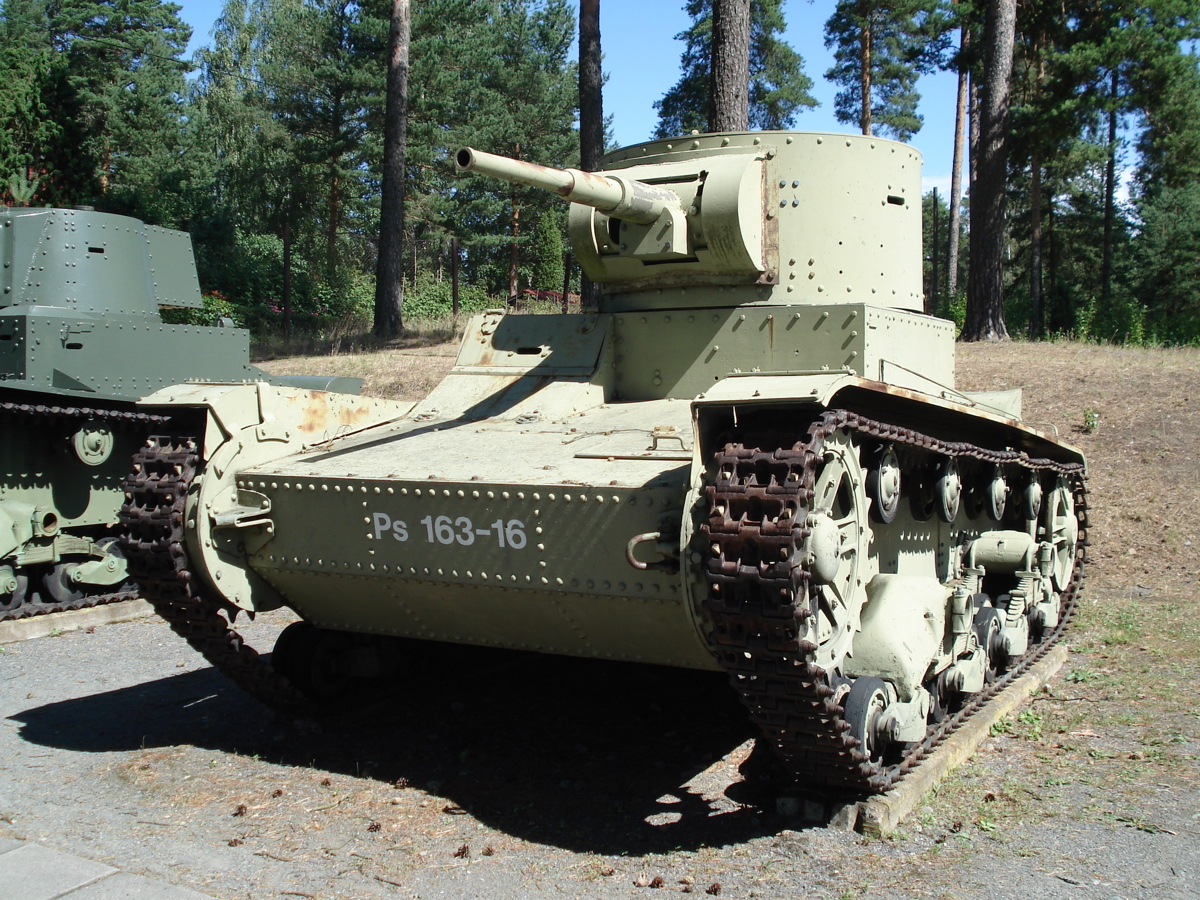
T-26, Ps.163-16
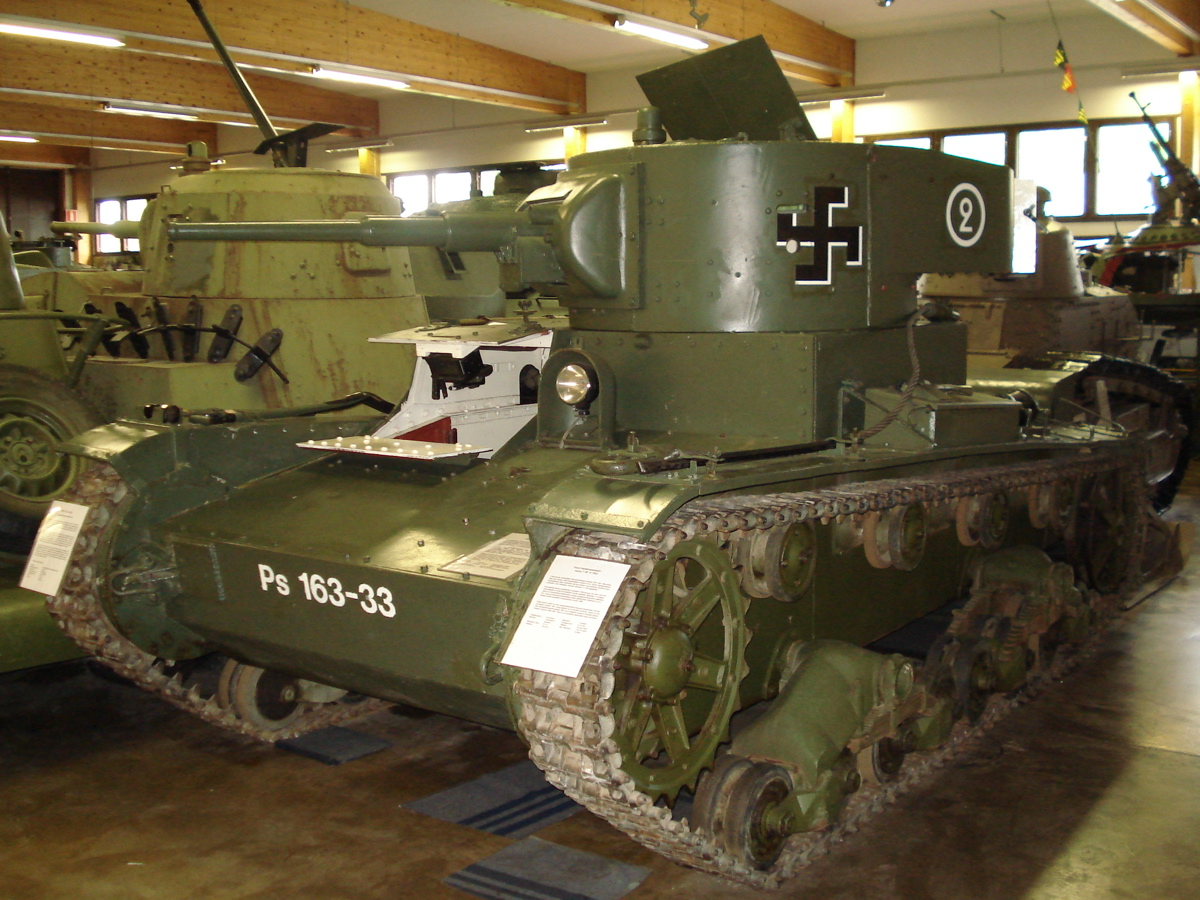
T-26, Ps.163-33
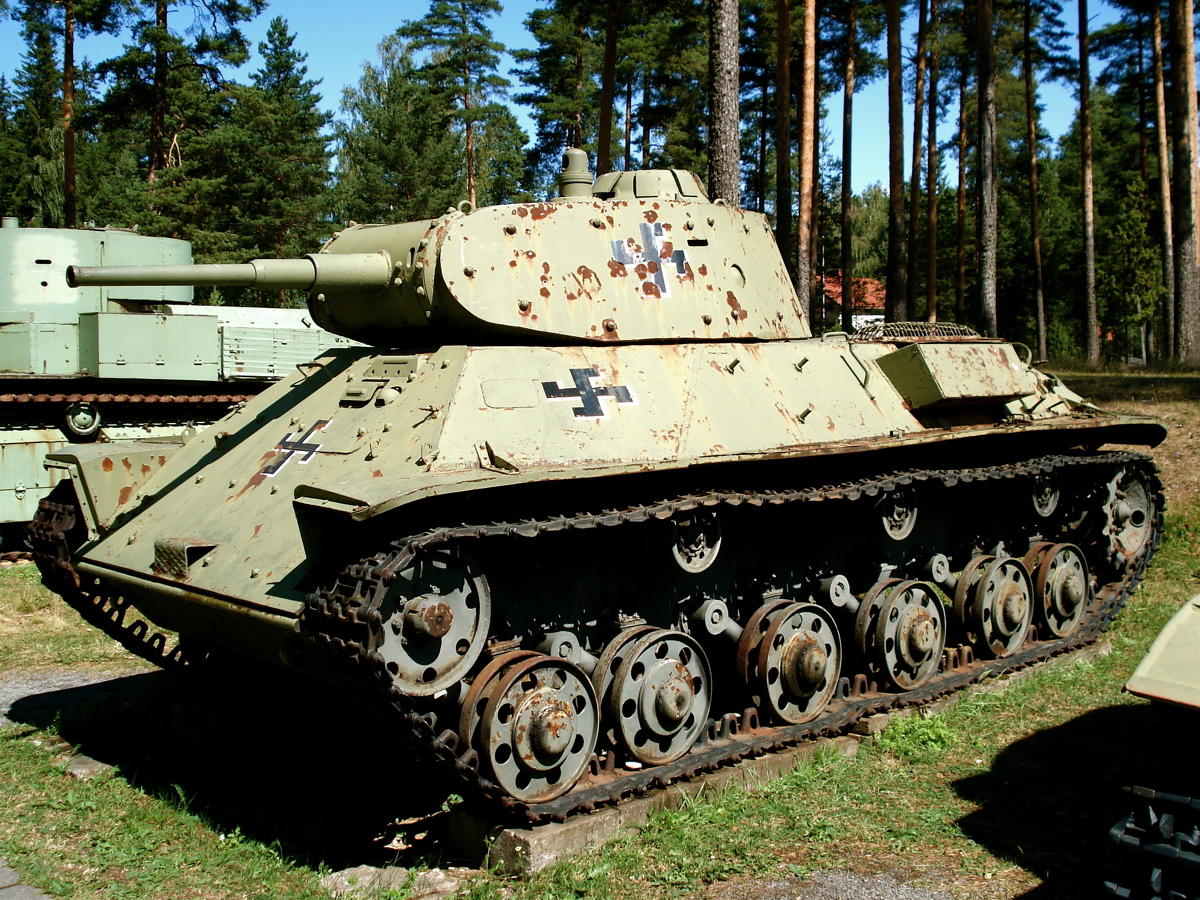
Советский Т-50

## Средние танки

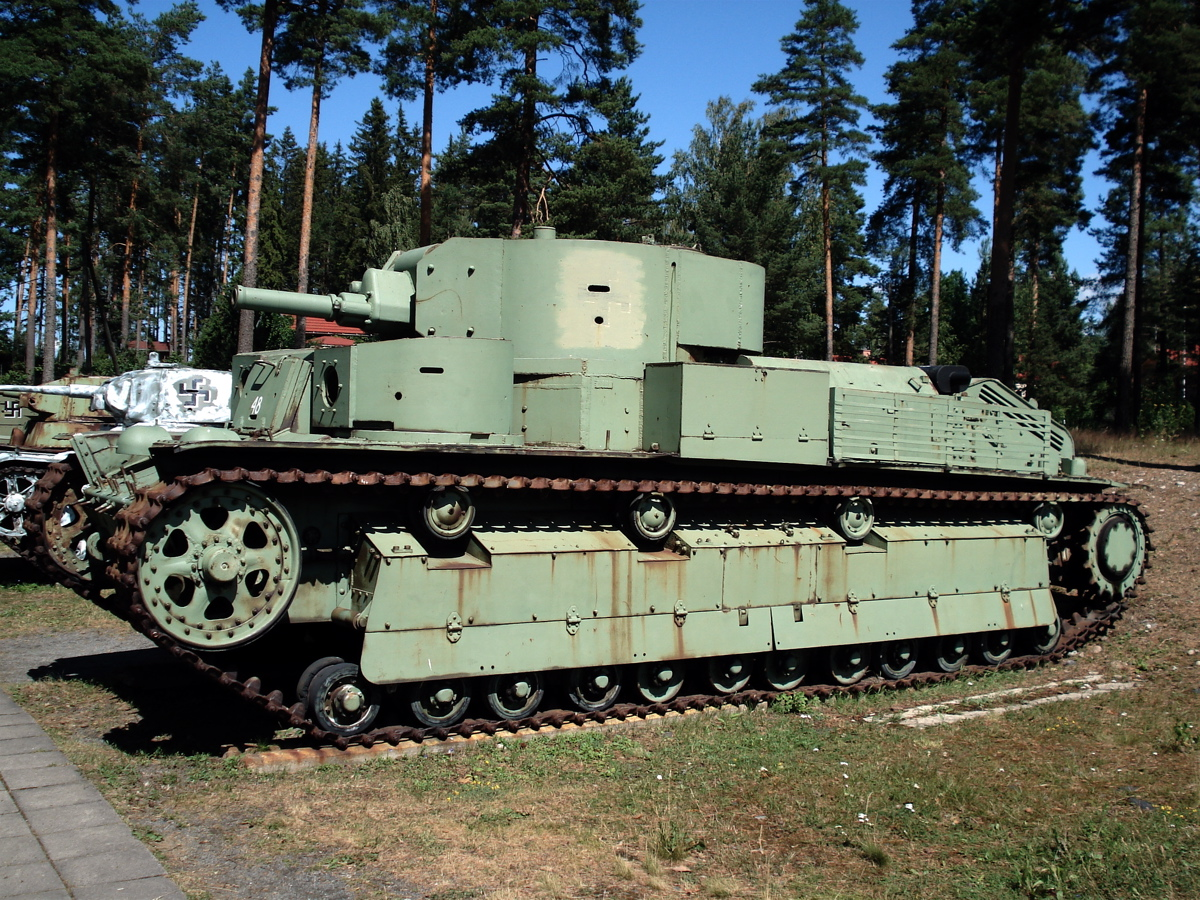
Захваченный советский Т-28
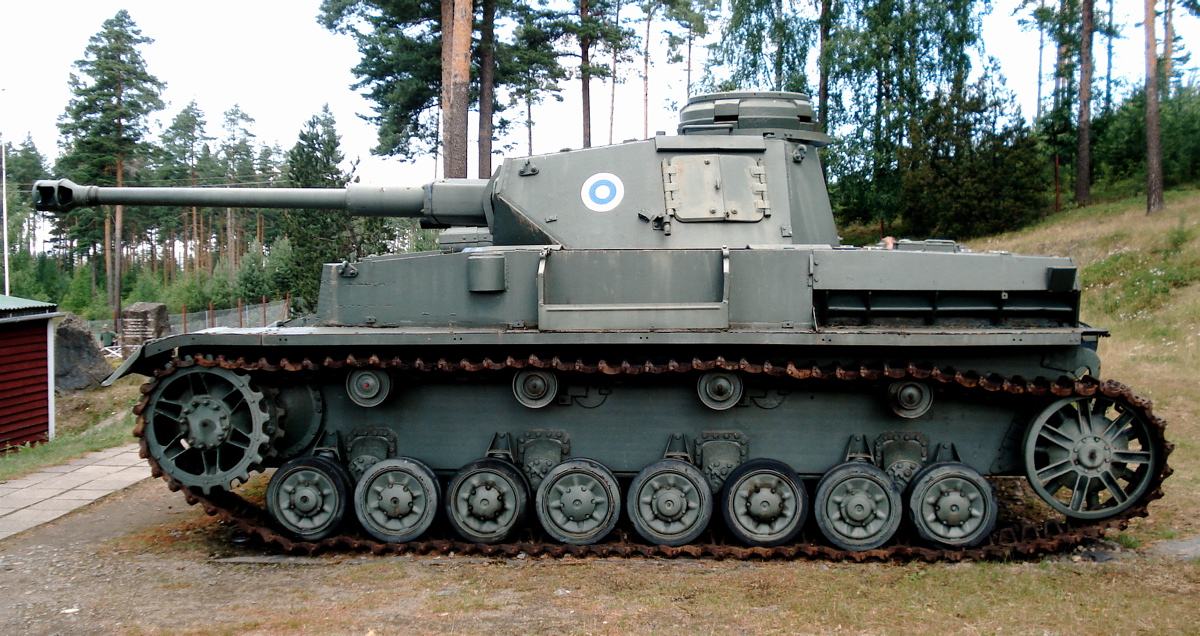
Немецкий Pz.Kpfw. IV с финским знаком
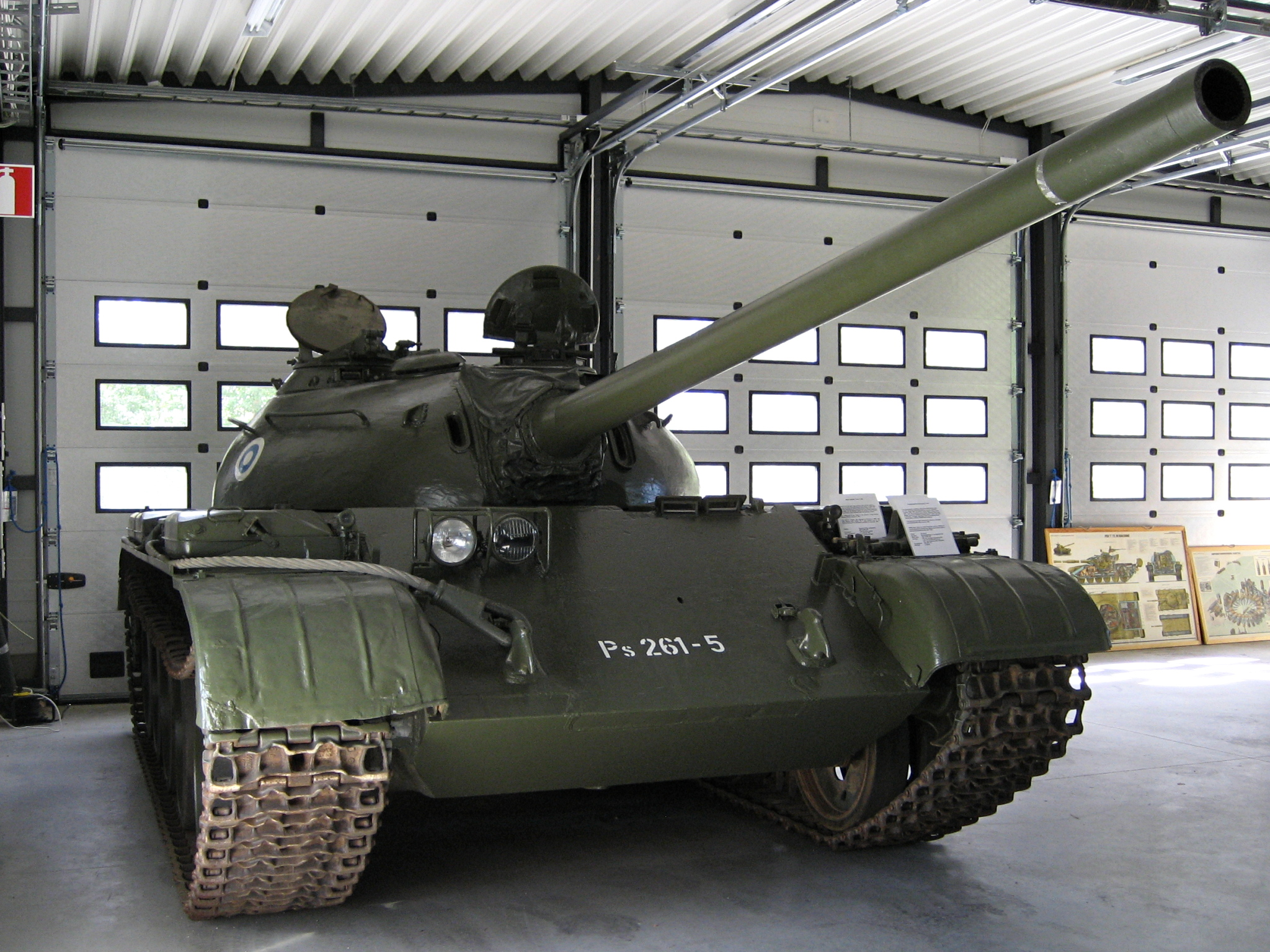
Танк T-54
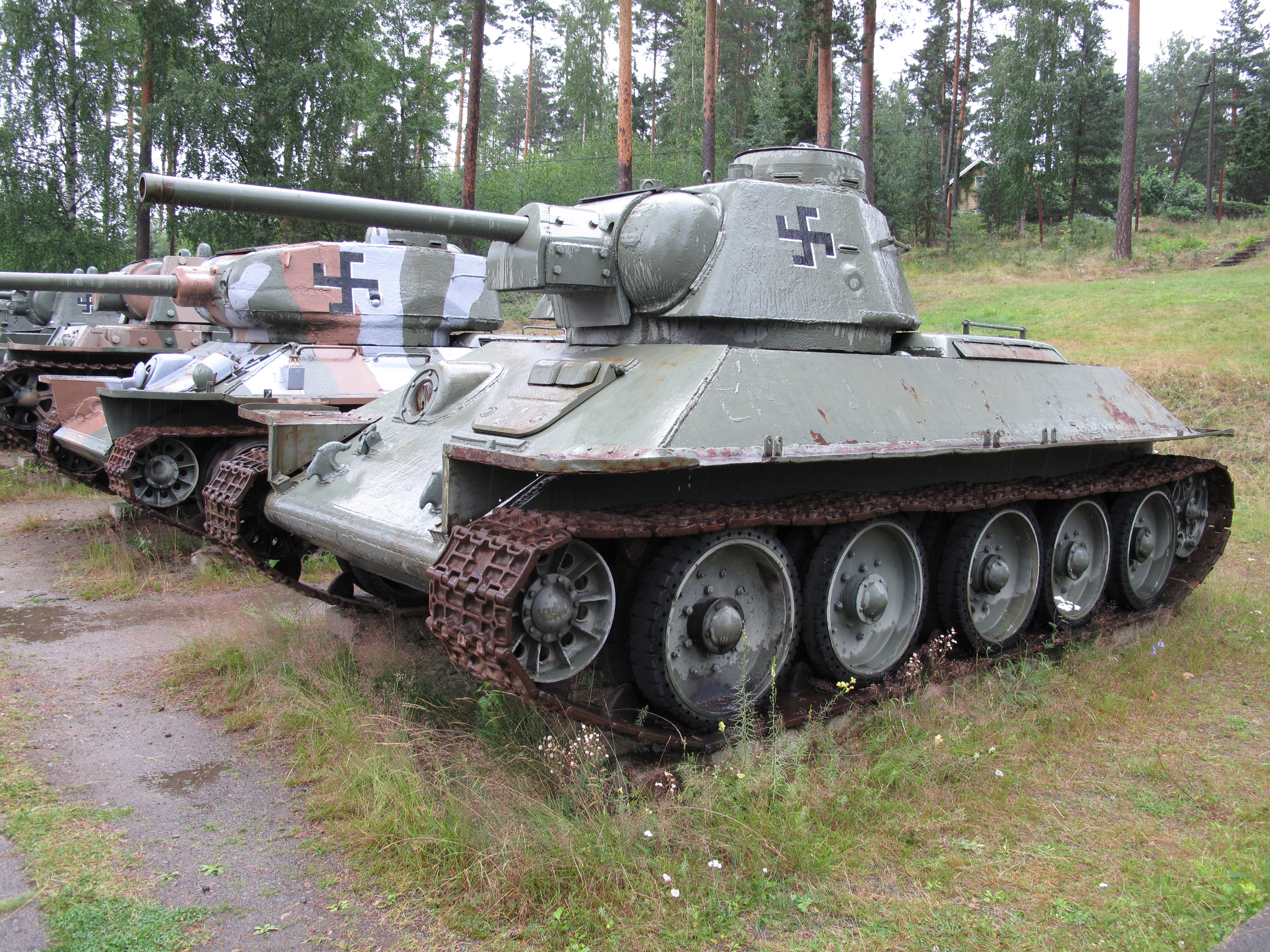
Танк Т-34 обр. 1943 г.
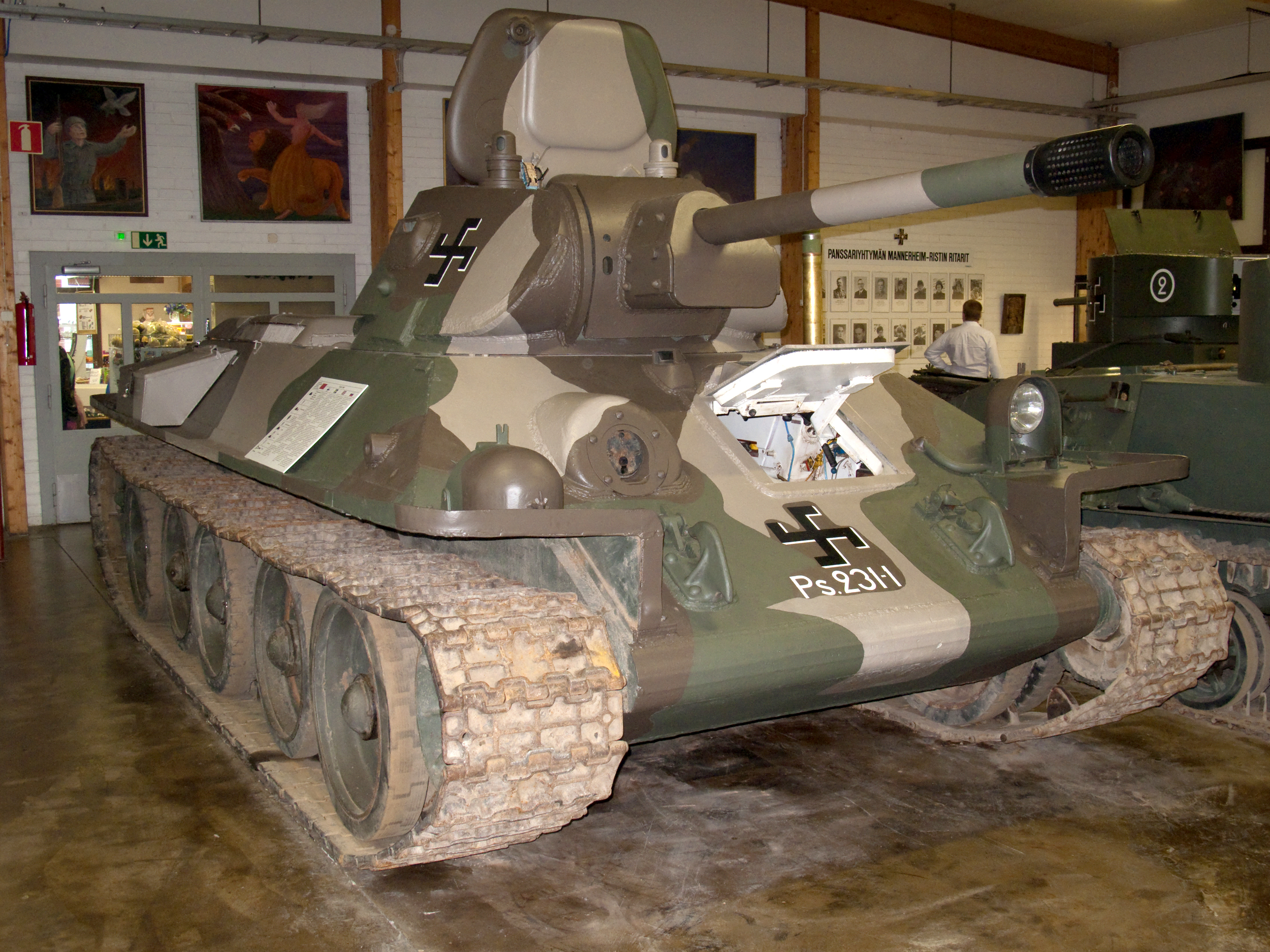
Танк Т-34 обр. 1941 г.
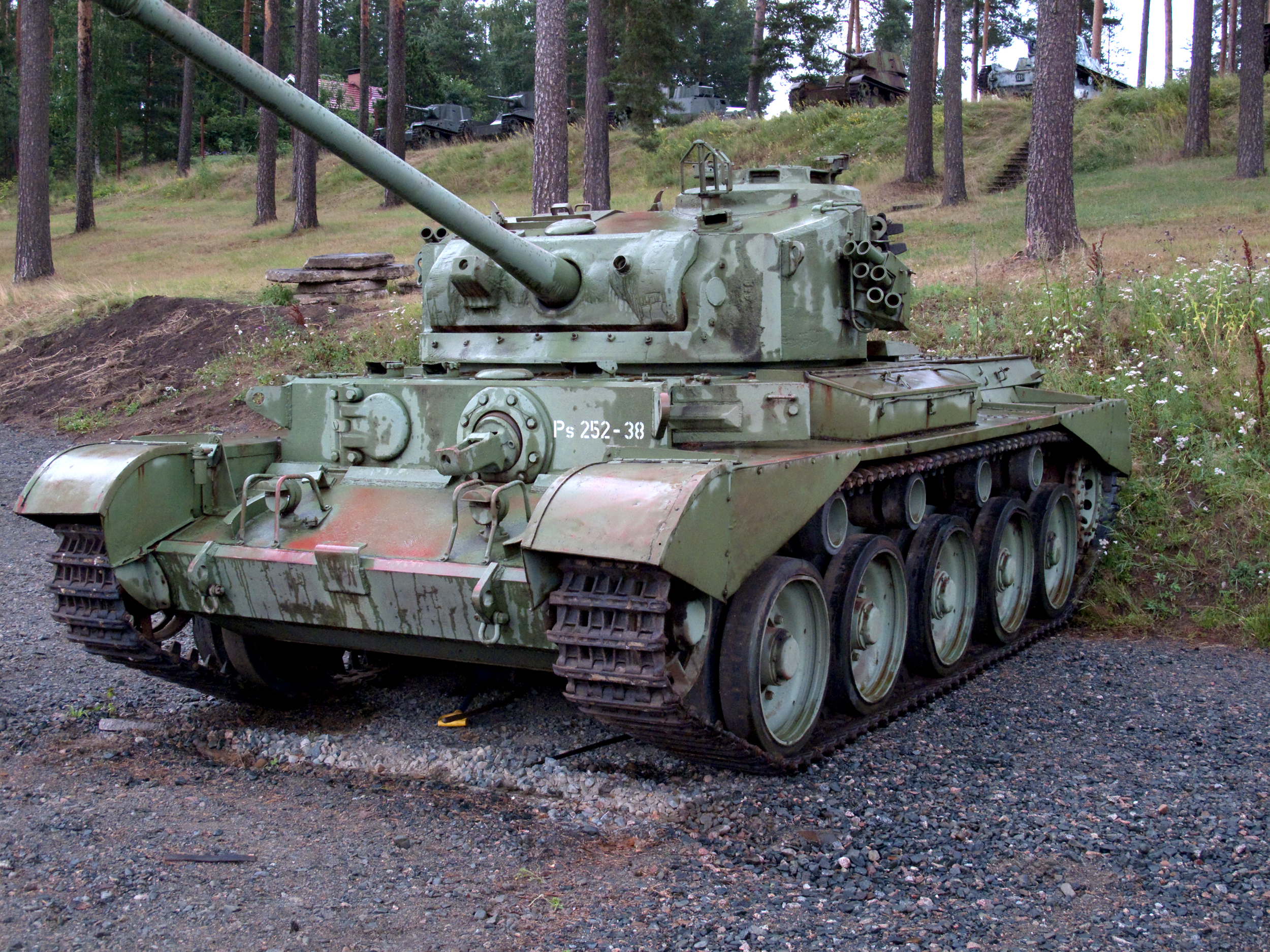
Британский танк Comet

## Тяжёлые и основной танки

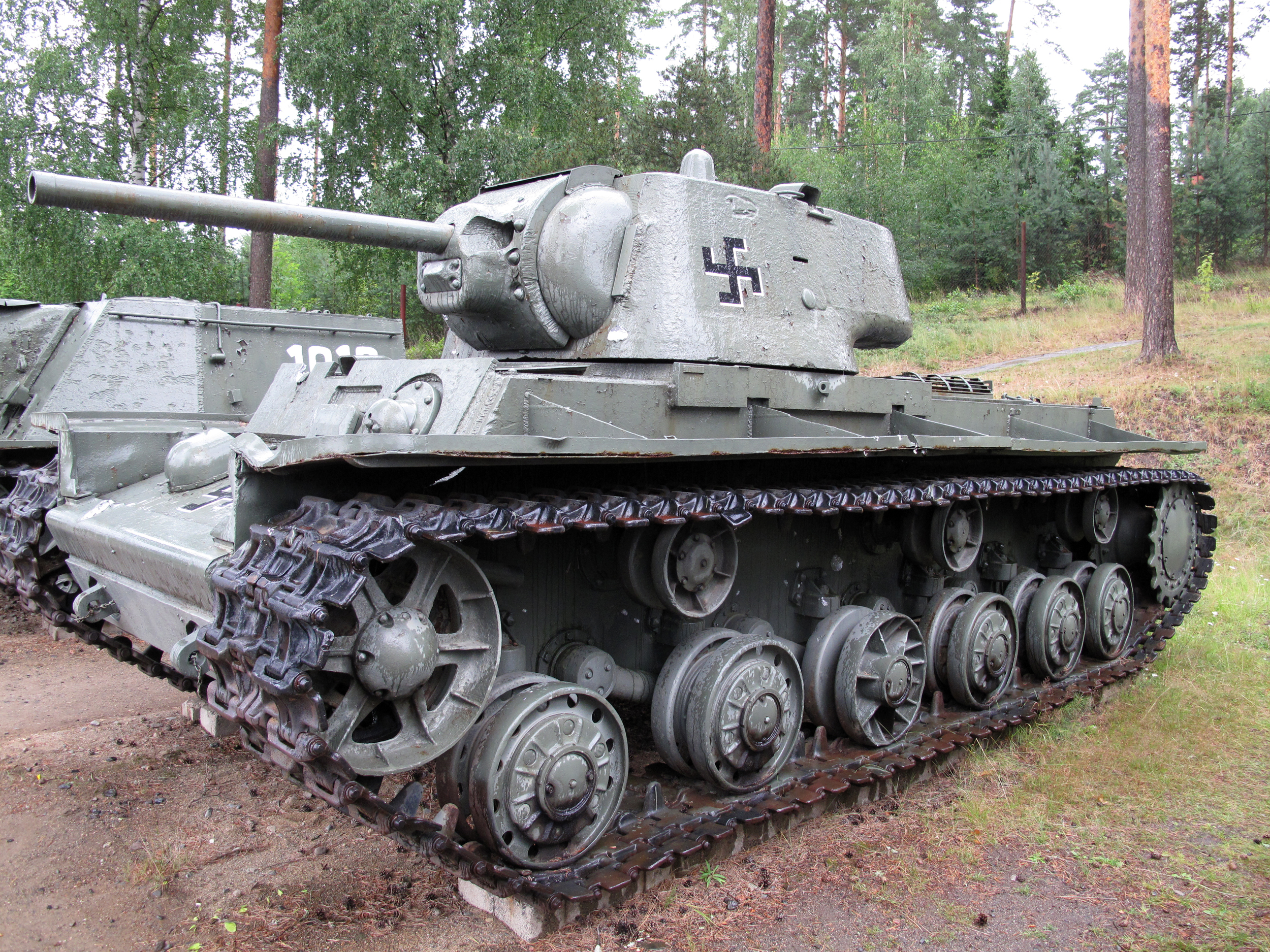
КВ-1
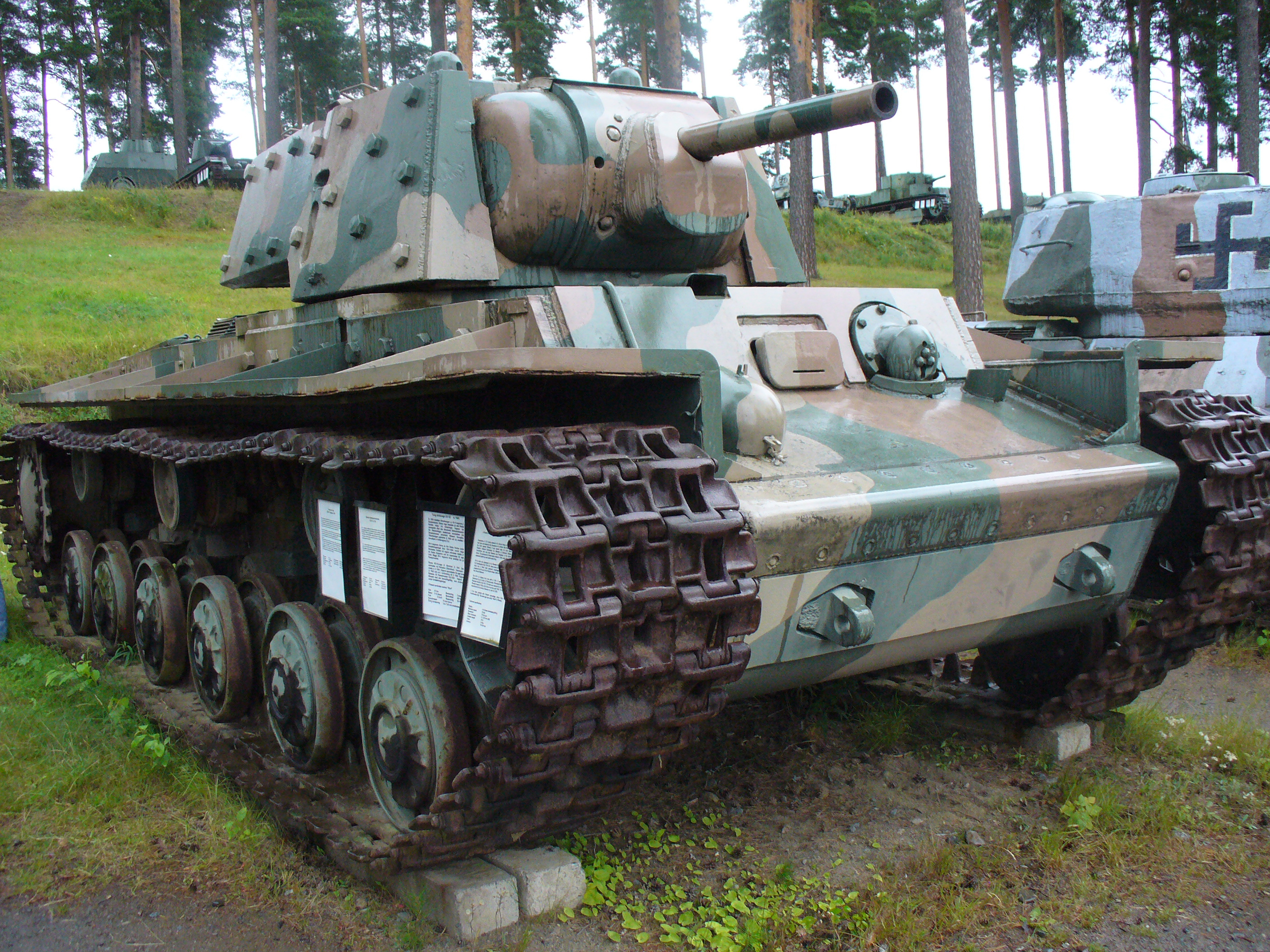
КВ-1 (экранированный)
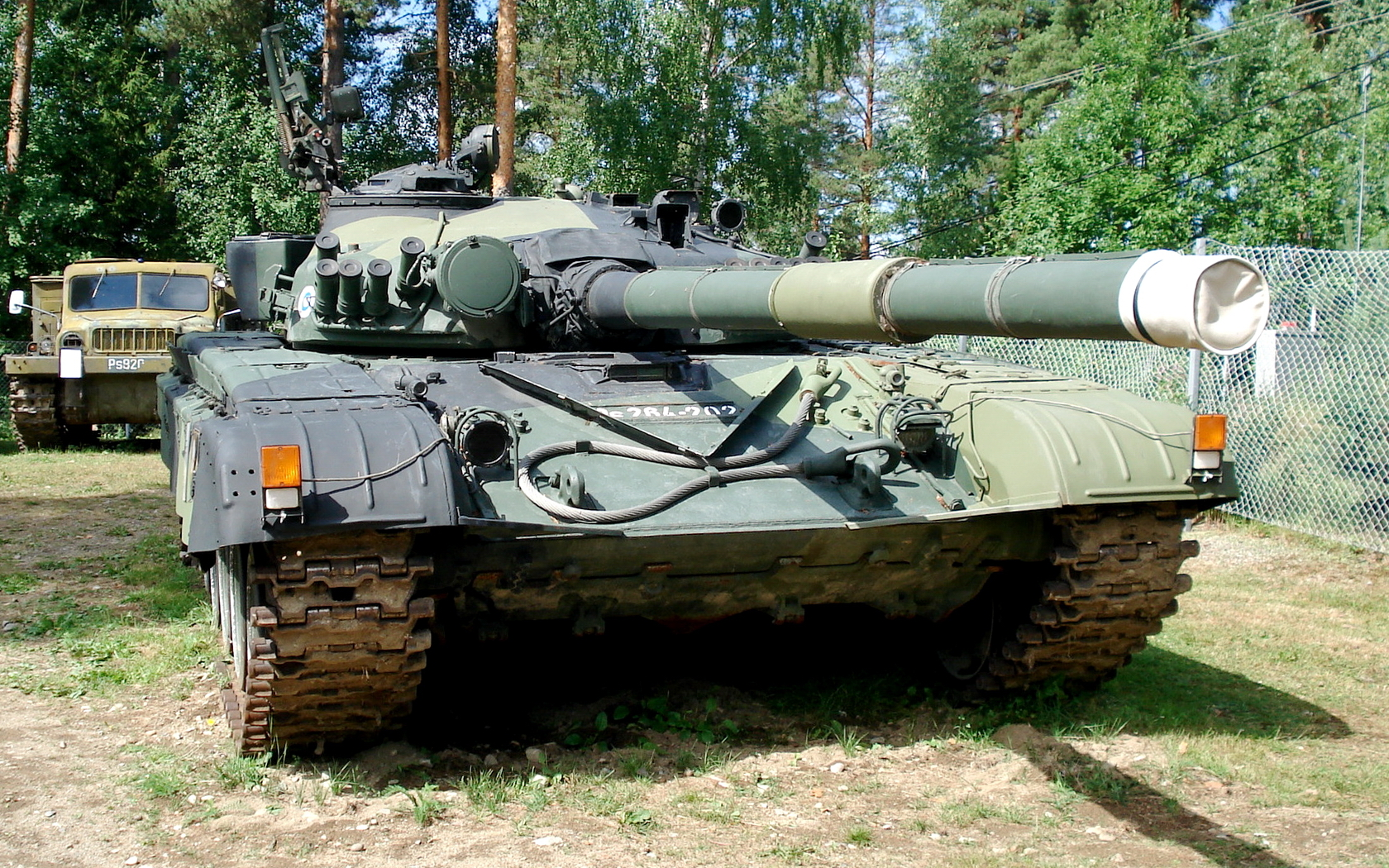
Т-72-M1, Ps.264-202

## Штурмовые орудия и САУ

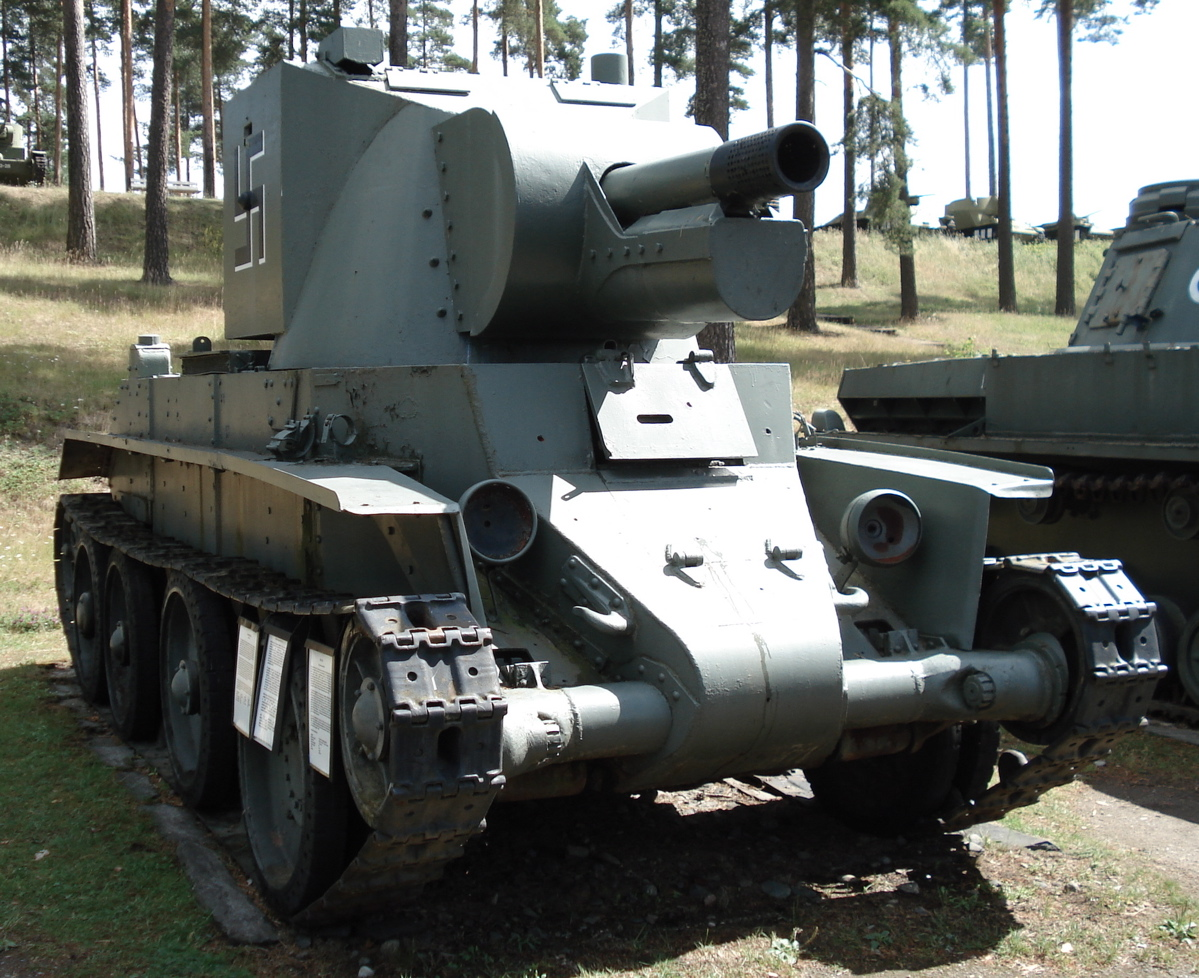
Финский BT-42
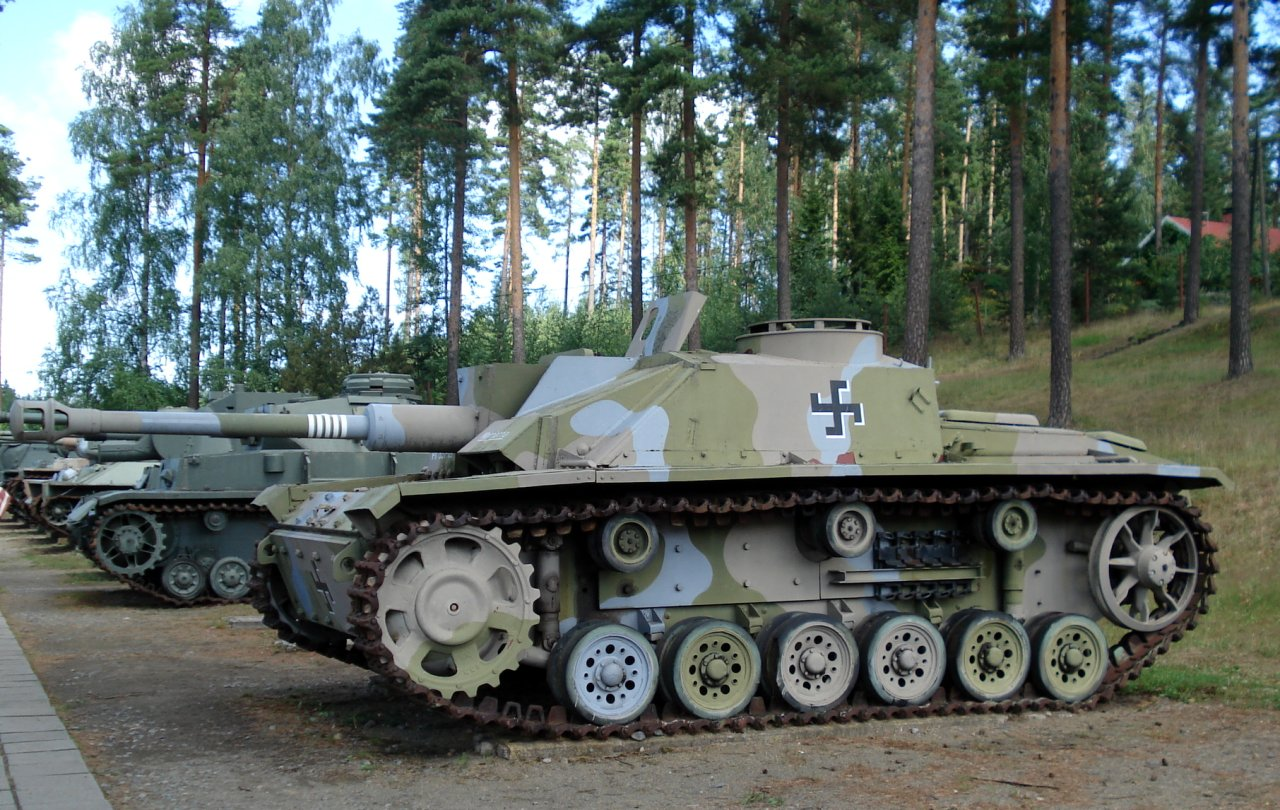
Sturmgeschütz III
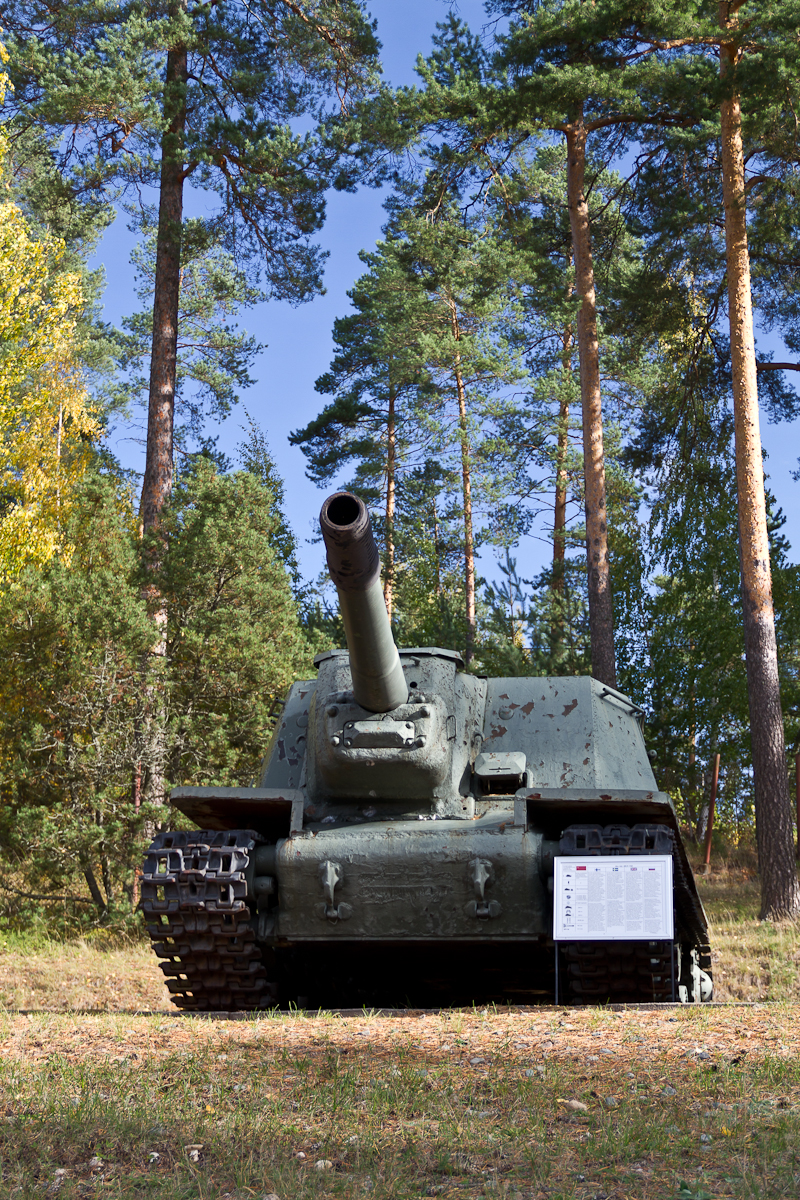
САУ ИСУ-152

## Бронеавтомобили

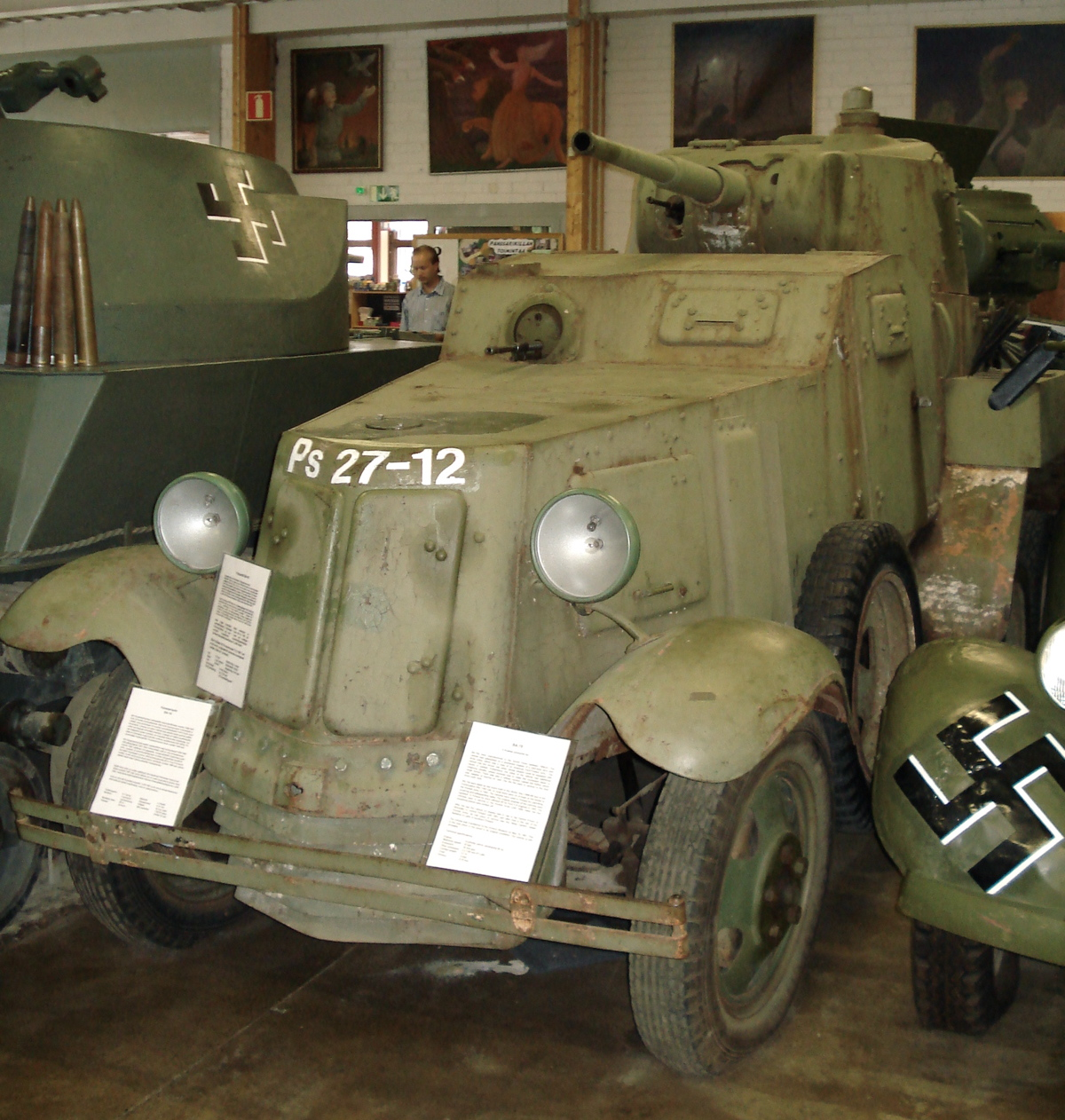
Захваченный советский бронеавтомобиль БА-10
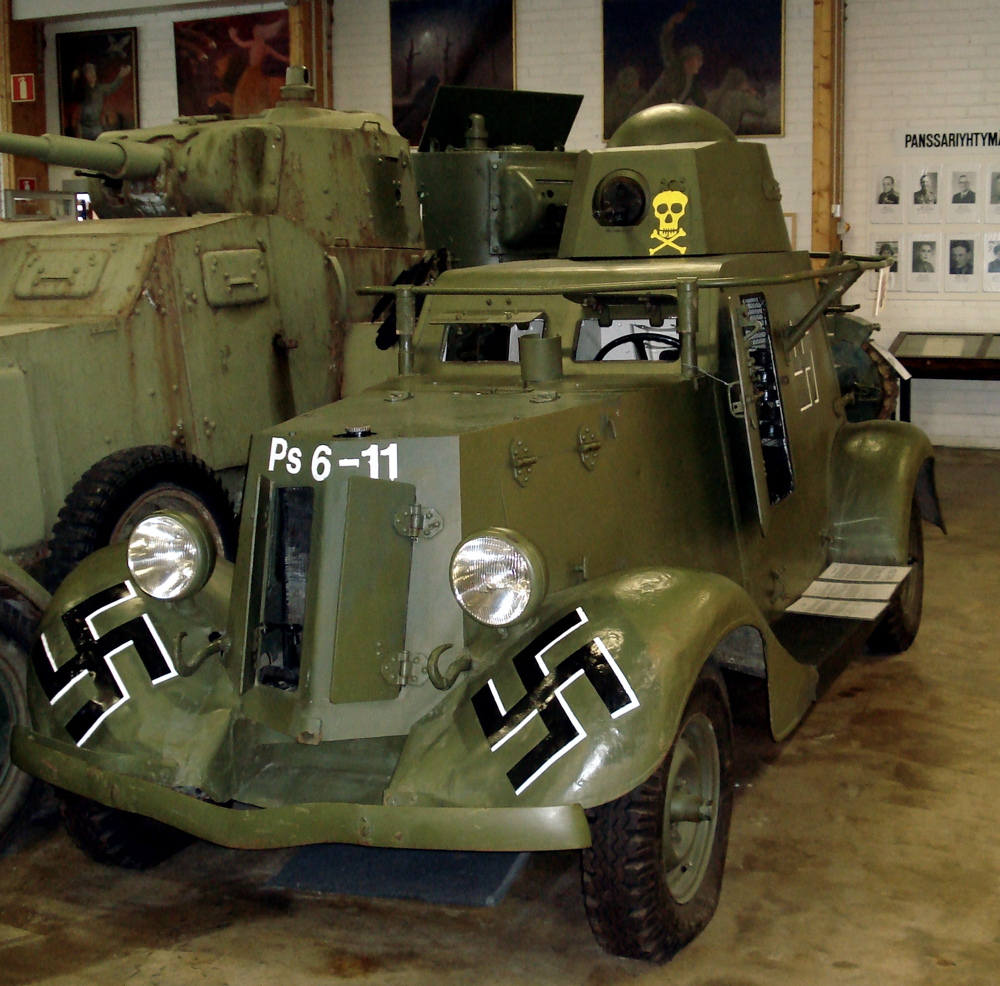
Захваченный бронеавтомобиль БА-20